# NGC 5167
NGC 5167 في الفهرس العام الجديد، هي مجرة، تقع في كوكبة العذراء. اكتشفت في 7 يونيو 1883 بواسطة فيلهلم تمبل.

## روابط خارجية
- NGC 5167 على موقع ويكي سكاي: DSS2, SDSS, GALEX, IRAS, Hydrogen α, X-Ray, Astrophoto, Sky Map, Articles and images